# Шейковский, Каллиник Васильевич
Каллиник Васильевич Шейковский (1835, Каменец-Подольский — 1903, Мензелинск, Уфимская губерния) — украинский языковед, этнограф, издатель, педагог.

## Биография
Точные даты рождения и смерти неизвестны. Родился в семье «военного служащего», «офицера Подольской губернии» (также «из обер-офицерских детей») в Каменце-Подольском, в 1835 году. Про детские годы сведений нет.
В 1851 или 1852 году поступил в Подольскую духовную семинарию, которую окончил в 1857 или 1858.
6 февраля 1858 поступил на историко-филологический факультет Киевского университета.
Как студент Киевского университета принимал участие в организации воскресных школ на украинском языке (с 1859). Какое-то время учительствовал в Подольской воскресной школе, затем возглавил школу при Киевском университете и начал курировать работу школьной библиотеки, организованную студентами.
Для воскресных школ составил учебник для чтения в двух частях «Домашняя наука» («Первые начала», Киев, 1860 и «Высшие начала», 1861, там же).
Также издал этнографический очерк «Быт подолян» (1859—1960), содержащий этнографические (веснянки, описание похорон, песни: бытовые, чумацкие и др.; сказки) и некоторые этимологические материалы (позднейшие этимологические статьи о словах «выра» и «Русь»). Напечатал несколько языковедческих трудов: «О фонетических свойствах южнорусского языка» (1859), «Опыт южнорусского словаря» (1861)
После прекращения студий и прекращении работы над диссертацией преподавал в Киевской духовной академии (1871).
С 1862 года вынужден жить за пределами Украины, в 1876 году сослан в Мензелинск в Уфимской губернии за печать на украинском языке «Метаморфоз» Овидия.

## Правописание Шейковского
Разработал собственную версию фонетического правописания. В азбуке присутствовали одновременно э, є, е (Шэвченко, пэрэдає, теє); ы, ы и і (приложыты, идіт’, кныжэц’ці), но отсутствует ѣ. Апостроф используется для смягчения гласных (єс’т‘, матэрын’с’ка, козац’кый, луч’чэ), конечный твердый знак не использовался, но обозначал твердость гласных в позициях вместо современного апострофа (дэрэвъяне, семъямы, завъяжіте). Окончания глаголов — фонетические (здаєц’ця, называюц’ця, кланяюц’ця), как в кулишовке. Для обозначения йо и іо использовался известный ранее і с циркумфлексом (і̂) в сочетании с о (домашні̂оі, і̂ого, сон’ці̂ові), как в более ранних правописаниях (напр. правописание Павловского). Для обозначения звука ґ была введена новая буква, г с точкой — г̇  (г̇рунтуєц’ця). Подобно правописанию «Русалки Днестровской» звук дж обозначала буква џ (выіжџав, похоџає, напроваџаты), неслоговое у — буква ў (ўсіо, ўчыц’ця, ўважаты). Церковнославянский ѕ («зело») обозначала звук дз (ѕвіздочкы).

## Главный труд жизни
Главным трудом Шейковского должен быть его «Опыт южнорусского словаря», который должен был противостоять словарям, которые содержали «куті» слова, и быть словарем живого языка в его диалектном разнообразии, с включением этнографических материалов, имен собственных, различных словарных форм. Первый выпуск (А — быяк) вышел в 1861. Вследствие преследования украинской печати и личных лишений, а также пожара, уничтожившего собранный материал, впоследствии вышел только выпуск 1 и 2 тома 5 (Т — хлев, 1884, 1886).